# Urrut
Urrut – wieś w Armenii, w prowincji Lorri. W 2011 roku liczyła 1020 mieszkańców.